# MJ & Friends
"MJ & Friends" là buổi hòa nhạc được tổ chức bởi ca sĩ người Mỹ Michael Jackson vào năm 1999, cùng với nhiều nghệ sĩ khác. Tour diễn được tạo ra nhằm gây quỹ cho trẻ em ở Kosovo, châu Phi và nhiều nơi khác. Jackson đã tổ chức hai buổi biểu diễn: tại Seoul, Hàn Quốc vào ngày 25 tháng 6 và tại Munich, Đức hai ngày sau đó. Trong một cuộc phỏng vấn với Thomas Gottshalk, Jackson tuyên bố rằng cộng tác viên lâu năm là Slash sẽ tham gia trong cả hai buổi hòa nhạc.

## Danh sách trình diễn của Jackson
Danh sách tương tự như màn trình diễn của Jackson tại MTV Video Music Awards năm 1995, với "Earth Song" được thêm vào sau tiết mục "Dangerous".
1. Liên khúc: Don't Stop 'Til You Get Enough"/"The Way You Make Me Feel"/"Scream"/"Beat It"/"Black or White"/"Billie Jean"
2. "Dangerous"
3. "Earth Song"
4. "You Are Not Alone"

## Lịch trình
| Ngày                | Thành phố | Quốc gia | Sân vận động         |
| ------------------- | --------- | -------- | -------------------- |
| Châu Á              |           |          |                      |
| 25 tháng 6 năm 1999 | Seoul     | Hàn Quốc | Sân vận động Olympic |
| Châu Âu             |           |          |                      |
| 27 tháng 6 năm 1999 | Munich    | Đức      | Sân vận động Olympic |